# 阿夫勒梅尼勒
阿夫勒梅尼勒（法語：Avremesnil，法語發音：[avʁəmenil]）是法国滨海塞纳省的一个市镇，属于迪耶普区。

## 地理
阿夫勒梅尼勒（49°51'0"N, 0°55'37"E）面积5.42 平方千米，位于法国诺曼底大区滨海塞纳省，该省份为法国北部沿海省份，其西部及北部濒大西洋英吉利海峡，东起顺时针与索姆省、瓦兹省、厄尔省和卡爾瓦多斯省接壤。
与阿夫勒梅尼勒接壤的市镇（或旧市镇、城区）包括：昂布吕梅尼勒、丹堡、格尔、圣但尼达克隆、旧圣皮埃尔、隆格伊。

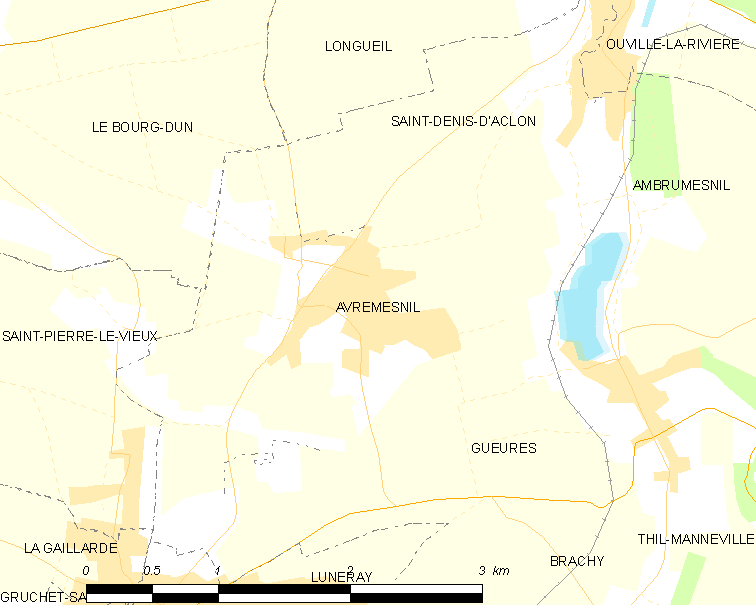
阿夫勒梅尼勒的OSM定位图

阿夫勒梅尼勒的时区为UTC+01:00、UTC+02:00（夏令时）。

## 行政
阿夫勒梅尼勒的邮政编码为76730，INSEE市镇编码为76050。

## 政治
阿夫勒梅尼勒所属的省级选区为吕讷赖县。

## 人口

1962-2008年间阿夫勒梅尼勒人口变化图示

阿夫勒梅尼勒于2022年1月1日时的人口数量为1000人。